# Іджебу-Оде
Іджебу-Оде (англ. Ijebu Ode) — місто у штаті Огун, Нігерія.

## Клімат
Місто знаходиться у зоні, котра характеризується кліматом тропічних саван. Найтепліший місяць — лютий із середньою температурою 29 °C (84.2 °F). Найхолодніший місяць — серпень, із середньою температурою 25.2 °С (77.4 °F).
| Клімат Іджебу-Оде       | Клімат Іджебу-Оде | Клімат Іджебу-Оде | Клімат Іджебу-Оде | Клімат Іджебу-Оде | Клімат Іджебу-Оде | Клімат Іджебу-Оде | Клімат Іджебу-Оде | Клімат Іджебу-Оде | Клімат Іджебу-Оде | Клімат Іджебу-Оде | Клімат Іджебу-Оде | Клімат Іджебу-Оде | Клімат Іджебу-Оде |
| Показник                | Січ.              | Лют.              | Бер.              | Квіт.             | Трав.             | Черв.             | Лип.              | Серп.             | Вер.              | Жовт.             | Лист.             | Груд.             | Рік               |
| Середня температура, °C | 27,5              | 29                | 28,9              | 28,2              | 27,4              | 26,3              | 25,3              | 25,2              | 25,6              | 26,4              | 27,5              | 27,3              | 27,1              |
| Норма опадів, мм        | 16.5              | 35.2              | 90.8              | 151.8             | 200.1             | 306.9             | 263.4             | 154.1             | 216.2             | 171.6             | 46.6              | 13.7              | 1666.9            |
| Днів з опадами          | 1,3               | 2,9               | 7                 | 10,1              | 12,4              | 15,9              | 14,8              | 13,2              | 14,6              | 13,3              | 4,5               | 1,7               | 111,7             |
| Вологість повітря, %    | 72.6              | 73.9              | 76.7              | 80.1              | 82.5              | 84.7              | 85.7              | 85.2              | 84.9              | 84.6              | 81                | 76                | 80.7              |
| ----------------------- | ----------------- | ----------------- | ----------------- | ----------------- | ----------------- | ----------------- | ----------------- | ----------------- | ----------------- | ----------------- | ----------------- | ----------------- | ----------------- |
| Джерело: Weatherbase    |                   |                   |                   |                   |                   |                   |                   |                   |                   |                   |                   |                   |                   |